# Saniec
Saniec – jezioro w woj. wielkopolskim, w powiecie chodzieskim, w gminie wiejskiej Chodzież, leżące na terenie Pojezierza Chodzieskiego.

## Dane morfometryczne
Powierzchnia zwierciadła wody według różnych źródeł wynosi od 3,2 ha do 3,27 ha (lustra wody i ogólna).
Zwierciadło wody położone jest na wysokości 69,0 m n.p.m.

## Hydronimia
Według spisu opracowanego przez Komisję Nazw Miejscowości i Obiektów Fizjograficznych (KNMiOF) nazwa tego jeziora to Saniec. W różnych publikacjach i na mapach topograficznych jezioro to występuje pod nazwami: Zanza,Jasne lub obocznymi: Piaszczyste, Zauza.
Dane z państwowego rejestru nazw geograficznych podają oboczną nazwę tego jeziora: Zanza.